# Semiothisa subcinctaria
Semiothisa subcinctaria là một loài bướm đêm trong họ Geometridae.